# Marcelo Mosset
Marcelo Mosset (* 20. September 1981 in Santa Fe) ist ein argentinischer Fußballspieler.
Der Abwehrspieler begann seine Karriere 1999 bei Unión de Santa Fe in der Primera División. 2003 stieg er mit Santa Fe in die Nacional B ab. Im ersten Halbjahr 2007 spielte er beim Barcelona SC Guayaquil in Ecuador, kehrte dann aber zurück zu Unión. 2008 erreichte Santa Fe den dritten Platz, unterlag aber in der Relegation gegen Gimnasia y Esgrima de Jujuy. Im Juni 2008 wurde er bei einer Dopingkontrolle positiv getestet und für fünf Monate gesperrt. Nach seiner Sperre wechselte er Anfang 2009 zu Ferro Carril Oeste. Im Sommer ging er zum Club Olimpo, mit dem er 2010 in die Primera División aufstieg. Als Sechzehnter konnte Olimpo die Klasse halten, doch im August 2011 ging er zum Zweitligisten Atlético Tucumán. Nach den weiteren Stationen CA Banfield, Sarmiento de Junín und Tiro Federal Rosario wechselte er im Januar 2015 zu Estudiantes de San Luis.